# Philodendron liesneri
Philodendron liesneri är en kallaväxtart som beskrevs av George Sydney Bunting. Philodendron liesneri ingår i släktet Philodendron och familjen kallaväxter. Inga underarter finns listade.